# Röckersberg
Röckersberg ist ein Ortsteil des Marktes Altomünster im oberbayerischen Landkreis Dachau. Am 1. Januar 1976 kam der Weiler Röckersberg als Ortsteil von Oberzeitlbach zu Altomünster.

## Geschichte
Um 1260 erscheint der Ort erstmals im Güterverzeichnis des Klosters Altomünster als „Ruegersperge“.